# フランク・スウェッテンナム
フランク・アセルスタン・スウェッテンナム（Sir Frank Athelstane Swettenham GCMG CH、1850年3月28日 - 1946年6月11日）は、イギリスの植民地行政官（英：colonial administrator）。1896年からマレー連合州（英：Federated Malay States）の初代行政監督長官（英：Resident-General）を務め、セランゴール、ペラ、ヌグリ・スンビラン、パハン（馬：Selangor、Perak、Nugri Sembirang、Pahan）各州を在クアラルンプール行政総督官（英：Resident-General）の管理下にまとめた人物。1901年から1904年まではシンガポール、マラッカ、ペナンを含む海峡植民地全体の総督（英：Governer and Commandar-in-Chief）であった。秀逸な文筆家であり、19世紀の英国領マラヤに関するさまざまな史実を書き残している。アマチュアの画家、写真家、骨董品収集家でもあった。

## 若年期
スウェッテンナムはダービーシャー州ベルパー（英：Belper, Derbyshire）で生まれた。父は弁護士のジェームズ・オールドハム・スウェッテンナム（英：James Oldham Swettenham） 、母はシャーロット・エリザベス・カー（英：Charlotte Elizabeth Carr）。スコットランドのダラー・アカデミー（英：Dollar Academy）とヨークのセント・ピーターズ・スクール（英：St Peter's School, York. ）で教育を受けた。ヘンリー4世（英：Henry IV）の弓持ちの子孫であり、行政監督官であるジェームズ・アレクサンダー・スウェッテンナム卿（英：Sir James Alexander Swettenham）の弟にあたる。

## 主な功績

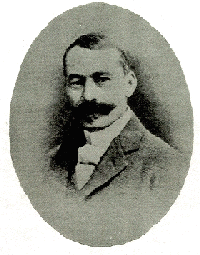
フランク・スェッテンナム

スウェッテンナムはイギリス領マラヤの植民地官僚であり、マレー半島におけるイギリスの政策形成と行政構造に多大な貢献をした人物として知られている。
1871年、スウェッテンナムは海峡植民地（シンガポール、マラッカ、ペナン）の文官候補生（英：a cadet in the civil service）として初めてシンガポールに派遣された。マレー語を習得し、1870年代の半島マレー諸国へのイギリス介入を巡る一連の取組みの仲介役として重要な役割を果たした。
1874年、パンコール条約締結後に設立されたラル－ト復興委員会[英語版]（英: Commission for the pacification of Larut）の一員となり、ジョン・フレデリック・アドルファス・マクネア（John Frederick Adolphus McNair[英語版]）中国系甲必丹[英語版]（馬: Chinese Kapitan）のチュン・ケン・クイー（鄭景貴、英：Chung Keng Quee[英語版]）、チン・セン・ヤム（Chin Seng Yam）と共に任務にあたった。この委員会は、ラルート戦争（1862年〜73年）中に捕虜となった多くの女性を解放し、砦を解体させ、錫採掘事業を再開させている。
1882年、彼はセランゴール州の行政監督官（Resident）に着任。在任中、コーヒーとタバコの農園開発を成功させ、クアラルンプール（当時のセランゴールの首都）からクラン港[英語版]までの鉄道建設により、錫の収益増強に貢献した。クラン港（Port Kelang）は彼の功績を記念してポート・スウェッテンナム（英: Port Swettenham）と名付けられた経緯がある。
1895年、ペラ州行政監督官（Resident）となった彼は、ペラ（Perak）、セランゴール（Selangor）、ヌグリ・スンビラン（Negri Sembiran）、パハン（Pahan）の各州から連邦化の合意を取り付け、初代の行政監督長官に着任した。（マレー連合州、英: Federated Malay States [FMS]、1895年-1942年）
1897年のヴィクトリア女王在位60周年記念式典[英語版]においてはヴィクトリア女王から聖マイケル・聖ジョージ勲章ナイト・コマンダー（KCMG）[英語版]を授与され、引退する3年前の1901年10月には、海峡植民地総督兼最高司令官（英: Governer and Commander-in-Chief）に任命されている。当時のマラッカ海峡の海峡植民地政府の最高責任者である。
KCMG勲章授与の際の英国王室が記録しているスウェッテンナムの肩書きは "Resident-General for the Federation of the Protected States of the Malay Peninsula."
スウェッテンナムは、1946年に英国が成立させたマラヤ連合（1946年-1948年、英：Malayan Union）に反対した40人近い元イギリス帝国官僚の一人である。

## 著作
スウェッテンナムは、植民地文官のヒュー・クリフォード[英語版]と共著で『マレー語辞典（A Dictionary of the Malay Language）』を執筆した。この辞典は1894年から1902年にかけて段階的に出版されたが、R.J.ウィルキンソン[英語版]による『マレー・英語辞典（A Malay English Dictionary）』の刊行により不要となったため、「G」の文字までで中断された。
また、彼は『マレー・スケッチ（Malay Sketches）』、『宛名のない手紙（Unaddressed Letters）』、『そしておそらく（Also & Perhaps）』、そして有名な壁画家・イラストレーターであるレックス・ウィスラー[英語版]が挿絵を手がけた『アフリカのアラベラ（Arabella in Africa）』の4冊の著書を出版した。『アフリカのアラベラ』はウィスラーにとって初めての公式な依頼作品であった。

## 私生活

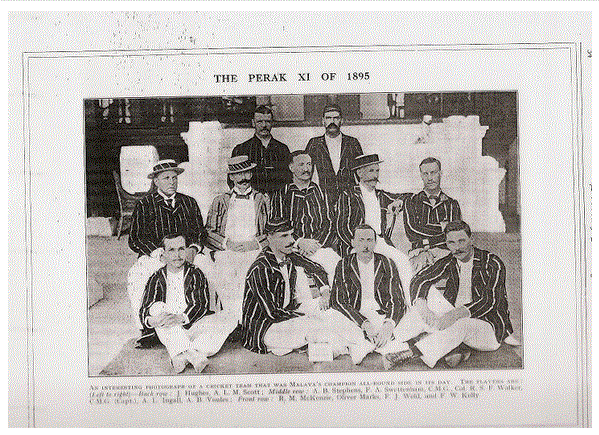
1985年のペラ州のクリケットチームとスェッテンナム（中段の左から二人目）

1877年夏、本国イギリスで休暇中に、スウェッテンナムはコンスタンス・シドニー・ホームズ[英語版]（1858年生）と出会い、婚約した。彼らは1878年2月にイギリスで結婚し、共にシンガポールに戻った。19歳のシドニー・スウェッテナムは、植民地官僚の妻という新しい役割に適応しようと努めたが、夫婦は当初から緊張関係にあり、長期間の別居が続いた。そして、1938年にフランク・スウェッテンナムが妻の精神異常を理由に離婚訴訟を起こして破局している。
スウェッテンナムは1903年にシンガポールを訪れたガートルード・ベルと親交を結び、1909年まで文通を続けた。彼がイギリスに引退した後、「短いが情熱的な関係」があったと思われる。
スウェッテンナムは89歳の時、1939年6月22日にヴェラ・セトン・ガスリー（1890年～1970年）と再婚した。彼女はスコッチ・アメリカンの成功した商人であり百万長者であったジョン・ゴードンの娘で、第一次世界大戦中にフランスで戦死したジョン・ニール・ガスリーの未亡人であった。
1883年、スウェッテンナムはコルカタでの植民地博覧会の準備のためインドに滞在中、バンガロール出身のアングロ・インディアンの女性（ミス・グッドとしか知られていない）と出会い、子供をもうけた。この女性は、スキャンダルを避けるためペラ州民生局のイギリス人事務員、ウォルター・マクナイト・ヤングと結婚し、彼の息子はウォルター・アインズリー・ヤングとして育てられた。

## 褒章

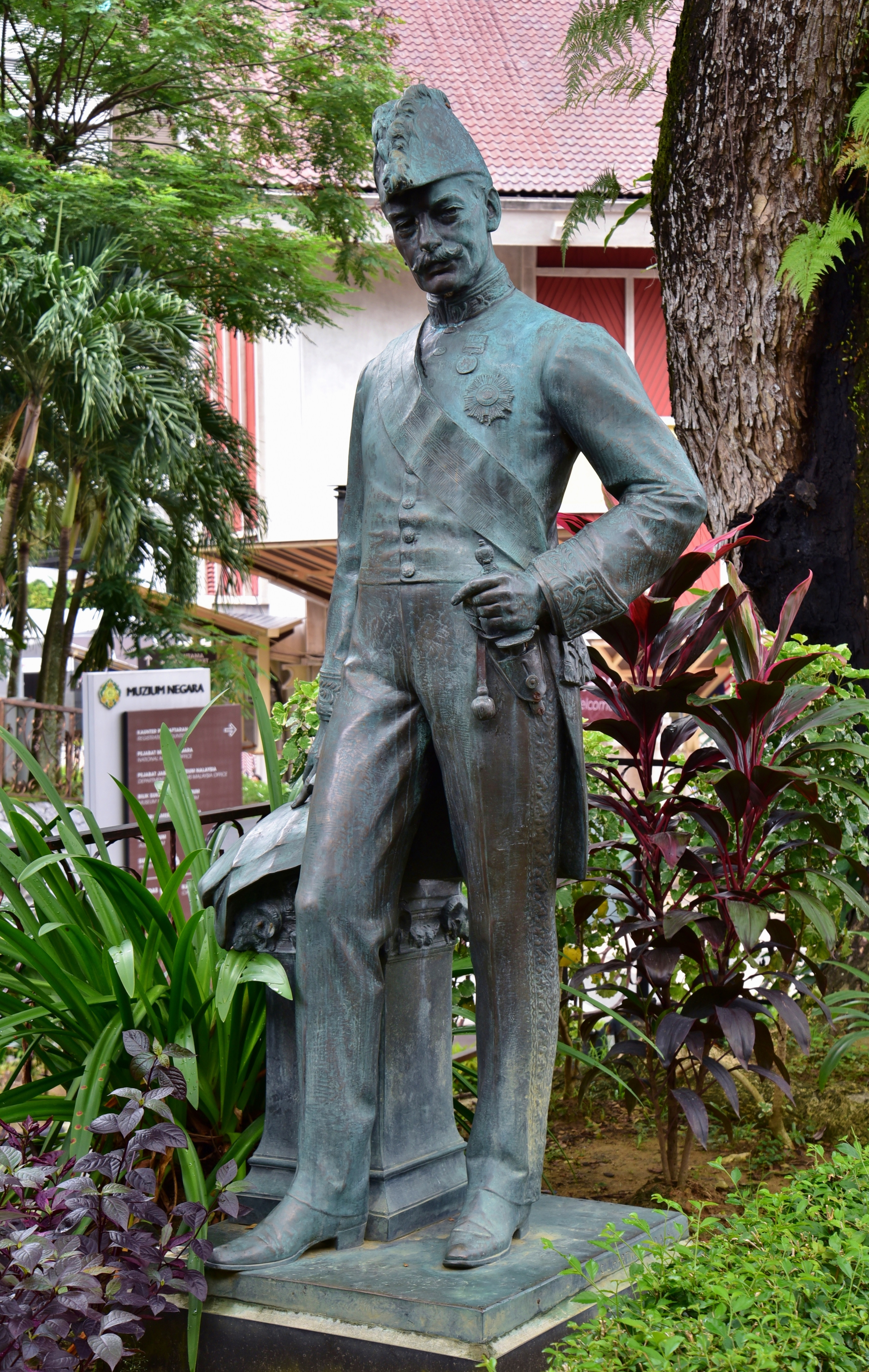
クアラルンプールの国立博物館（Muzeum Negara)の敷地内に設置されているスウェッテンナムの立像

クアラルンプールの国立博物館（Muzium Negara）に英国監督官であったスウェッテンナムの像が設置されている。
英国の勲章（ヴィクトリア女王在位60周年勲章）The Order of St Michael and St George, 
- Companion  (CMG) (1886)[11]
- Knight Commander(KCMG) – Sir (1897)[12]
- Knight Grand Cross (GCMG) – Sir (1909)[13]
- Member (CH) (1917)[14]
- King of Arms (1925)[15]

## 公務の履歴
1875-1876：ペラ復興副委員長（パンコール条約直後の復興任務）
1882：在セランゴール州行政監督官（レジデント）
1889-1896：在ペラ州行政監督官（レジデント）
1896-1901：マラヤ連邦行政監督長官（レジデント・ジェネラル）
1901-1904：第15代海峡植民地総督
1909：英国王立委員会委員長（モーリシャス問題）
1915-1919：英国官報局の共同責任

## スウェッテンナム由来の地名
スウェッテンナム桟橋（英：Swettenham Pier）、 ジョージタウン、ペナン島
スウェッテンナム通り（英：Swettenham Road、Botanic Gardens[英語版] 近く）、シンガポール
ポート・スウェッテンナム（英：Port Swettenham 、1901-1972、 現在は Port Kelang)

## 参照記事
- Burns, P.L., and Cowan, C.D. ed. (1975), Sir Frank Swettenham's Malayan journals 1874–1876, Kuala Lumpur, London: Oxford University Press.
- Clifford, Hugh Charles, and Swettenham, Frank Athelstane (1894), A dictionary of the Malay language, Taiping, Perak: Printed for the author's at the Government's printing office.
- Cowan, C.D. ed. (1952), "Sir Frank Swettenham's Perak journals 1874–1876", Journal of the Malayan branch of the Royal Asiatic Society, vol.24, part 4. Singapore: Malaya Publishing House.
- Swettenham, Frank Athelstane (1881), Vocabulary of the English and Malay languages. Singapore: printed at the Government Printing Office.
- Swettenham, Frank Athelstane (1893), Map to illustrate the Siamese question. W. & A.K. Johnston Limited.
- Swettenham, Frank Athelstane (1893), About Perak. Singapore: Straits Times Press.
- Swettenham, Frank Athelstane (1895), Malay sketches. London: John Lane.
- Swettenham, Frank Athelstane (1898), Unaddressed letters. London: John Lane.
- Swettenham, Frank Athelstane (1899), The real Malay. London: John Lane.
- Swettenham, Frank Athelstane (1907), British Malaya. London: John Lane.
- Swettenham, Frank Athelstane (1910), Report of the Mauritius royal commission, 1909. HMSO.
- Swettenham, Frank Athelstane (1912), Also and perhaps. London: John Lane.
- Swettenham, Frank Athelstane (1925), 'Arabella in Africa'. London: John Lane.
- Swettenham, Frank Athelstane (1942), 'Footprints in Malaya'. London: Hutchinson.
- Swettenham, Frank Athelstane (1946 ?), 'The future of Malaya'. [S.l.]: [s.n.]
- Swettenham, Frank Athelstane (1967), 'Stories and sketches'. Kuala Lumpur: Oxford University Press.[19]
- “The Straits Settlements and Beyond”. The Empire and the century. London: John Murray. (1905). pp. 827–834

## その他、著作
- About Perak (Sejarah Melayu Library, General Folder, 上から20行目）